# MAZE☆爆熱時空
『MAZE☆爆熱時空』（メイズ ばくねつじくう）は、あかほりさとるによる日本のライトノベル。角川スニーカー文庫（角川書店）より刊行された。のちにアニメ、漫画、音声ドラマ化といったメディアミックス展開もされる。あかほりによると、『オズの魔法使い』をもとにした作品とされている。

## ストーリー
悪夢にうなされ、目を覚ますと少女は見知らぬ異世界に飛ばされていた。さらに彼女は「メイズ」という自分の名前以外の記憶を失っていた。そこへジャイナ聖教団に追われて飛び込んできた王女ミル。
戦いが嫌いなメイズであったが、どうにかミルを追っ手から救うことに成功する。すっかりミルに懐かれてしまい、メイズはそのまま成り行きでドゥルガーという聖甲機（ロムアーマー）に乗って、ジャイナ聖教団と戦う羽目になってしまう。さらにメイズは、どういうわけか夜になると女好きで乱暴な男に変身してしまうという超特異体質。
かくしてメイズたちは、仲間たちとともに自分の正体を知るため、異世界の平和を守るために旅に出る。

## 登場人物
斑鳩萌衣（女メイズ）
声 - 三石琴乃
本作の主人公。名前以外の記憶を失った黒い目に長い黒髪の美少女。昼間は彼女の人格と体で行動するが、夜になると男性の人格と体になる。5色全ての幻光流を使いこなす幻光師（フォルム・マスター）。優しく淑やかな性格のため敵に対しても思いっきり攻撃をかける場面は皆無ながら、ミルに対してゴージャスが死者を冒涜した行動をとった時は本気で彼を殺したいと望むほどの怒りを見せたことも。 その正体は斑鳩明の妹・萌衣。実の兄・明に想いを寄せており、兄妹の関係において結ばれ得ない境遇を嘆いていたが、兄とともに駆け落ちを決意。直後、異世界に召喚された際に明と融合しメイズとなった（原作、コミック版ではその際に明と結ばれている）。  彼女の意識は萌衣がメインに、僅かに明の意識が融合した物であり萌衣、明本人達とは若干異なる。
斑鳩明（男メイズ）
声 - 関智一
メイズの夜の人格。黒髪の野性味溢れる少年。女メイズとは対照的にスケベで攻撃的な性格をしている。
女メイズと違い戦闘時にも悩むことは無いため攻撃力は桁違いに強力。
彼の正体は父親と反目し、家を飛び出していた萌衣の兄・斑鳩明。異世界に召喚された時に妹の萌衣と融合してメイズとなった。実は明だったときからスケベで短気な性格ではあり、男メイズになってからはその性格が極端になった。彼の意識は明がメインに、僅かに萌衣の意識が融合した物である。
現実世界に帰還した際に一度女メイズと分離する。当初はメイズとしての記憶と人格が目覚めておらず、妹の変化に戸惑っていた。なお、明としては他の仲間との面識はほとんど無かった。アニメ版ではしばらくの間、明の人格として登場し、萌衣を戦いに引き込もうとする仲間達に反発することもあった。
ミル・ヴァルナ王女
声 - 丹下桜
本作の副主人公で、大バートニアン帝国の皇位第一継承者。後にビスタル王国の王位継承権も授かる。ジャイナ聖教団に追われていたところをメイズに助けられ、以後メイズをオネニーサマと言って慕う。14歳だが、基本的に公式の場を除けばほとんどアッパラパーで、実年齢より幼い印象。ダークブラウンのショートヘアーにボーイッシュな雰囲気を持った愛らしい少女だが実は完全な女性ではなく両性具有者で、男性の物と女性の物が両方ついている。ただしアニメ版では伏せられている。
とある理由からヴァルナ王家では両性具有者は珍しくなく、優しい女性として育って欲しいという両親の願いから姫として育てられ心は完全に少女でメイズに身も心も捧げるのが夢。クーデターで国を追われた際に国の秘宝であった伝説の聖甲機ドゥルガーを持ち出し、メイズと共に乗り込んで戦う。
アスタロート・レゲェ（アスター）
声 - 石塚運昇
2mを超える身長に筋骨隆々のゴツイ大男で、その身長よりも大きな大剣を振り回して生身でデミアーマーを狩るデミアーマー専門の狩人（デミハンター）。元は地方領主の息子で腹違いの兄が1人いたが束縛される生活を嫌い家を捨て旅立った。男メイズ程ではないが女好きで女メイズに惚れている。
ソリュード・スフォルツァ
声 - 折笠愛
アスターの相棒で、生身でデミアーマーを狩るデミハンター。妖艶な色気を持つ野生的な美女だがレズであり、女メイズに惚れ込んでいる。武器はニードル。幻光流を使った空間転移（フォル・ラーナ）が得意技。ジャイナ聖教団に滅ぼされたルーン王国の出身で、当時は国王の姉、マルチナ・ラウル・ルーンの世話係であり、恋人だった。アスターともその時以来の付き合い。現代に飛ばされた際はウルと共にスナックを経営し仲間達の家計を支えていた。
サリス・レイピア
声 - 小林優子
元ビスタル王国最年少の将軍にして王宮親衛隊長。家の事情で男として育てられ、優秀な剣士となった。騎士でもありデミアーマーを操ることもできる。国王ナウクリフに対して、恋心に近い敬意を抱いていた。ビスタル王国滅亡時に王位継承権を託されたミルの護衛を務める。
金髪の美女だが男に免疫は無く、初体験の相手は男メイズ。ただし半分ほど無理矢理。以降男メイズに惚れているが、素直になれない（なお、周囲にはバレバレで、よくおちょくられている）。普段は生真面目な性格だが酒に弱く、飲むと大トラに化けてしまう。現代編では自動車免許を取得した。男メイズとの肉体関係はアニメ版では伏せられていた。
ランディ
声 - 西村ちなみ
メイズ達と行動を共にする身長約20cmの妖精。5色のクリスタルを探している。
元々原作には登場しないキャラクターで、OVAオリジナルキャラクターとして登場し、その後ラジオドラマ→テレビアニメと、着実に活躍の場を広げていった。
ドルナード・ウル
声 - 佐藤正治
メイズ達と行動を共にする元ビスタル王国宰相。地下迷宮に幽閉されていた所でメイズと出会う。ビスタル王国滅亡時にレイピアと共にミルの護衛としてパーティに加わる。どんな賢者も追随を許さない膨大な知識を持ち、爆弾製作も得意。性格はスケベ。基本的には飄々爺だが、戦闘時には爆弾をまき散らしたり、捕まえた敵を拷問してメイズ達の居場所を吐かせるなど、過激な面もある。現代に飛ばされた際にはコンピューターに通じ、ハッカーをして仲間達の戸籍等を作成していた。
シック
声 - 森川智之
ゴージャスの血を分けた実の兄で、教団の暗殺部隊、カタリナ派修道士達の長。常に冷静沈着で、何事にも（喩えそれが自らの生死に関わる事態でも）正確に、冷静に対処するが、唯一、弟であるゴージャスに対しては温かい面を見せる。少年時代、父親のメジャー枢機卿によって高次魔契約（ハイデミ・コネクト）を施され、超人的な身体能力を持っている。ハイデミ・コネクトの際、偶然時空に漂っているのを発見した最強の超魔甲機・ゴルゴンを操る。
原作、および漫画版では彼がメイズの最後の敵となる（なお、漫画版ではゴージャスの残留思念と融合して、新たなイレイザーとなった）。
原作、漫画、アニメ版ではシリアスなキャラクターだが、ドラマCDでは、無口なために存在に気づかれなかったり、幻光流の暴走でゴージャスの服に貼り付けられてしまったりと、かなりコミカルな描写もある。
ゴージャス
声 - 置鮎龍太郎
ジャイナ聖教団の幹部でナルシスト。唯一兄のシックにだけは、心を許している。少年時代は無邪気で優しい性格だったのだが、父親のメジャー枢機卿にハイデミ・コネクトをさせられてから冷酷残忍な性格になってしまった。不死機（アンデッター）を操るアンデッターナで、操作機体はゴード、カンナム（操者であるジッカー・タンビの魂を無理矢理魔甲機に喰わせて不死機とした）、邪霊機ナムチ。
シック同様、原作、漫画、アニメ版ではギャグ描写は皆無だが、ドラマCDではかなりコミカルなキャラクターになっている（本人は大真面目なのだが）。
サーベル
声 - 子安武人
ルデオナリィ山脈に暮らすゾーク族の、先代族長の息子。現族長であるボスマンの策略で父親を殺され、自身も殺されかけるが、奴隷商人に拾われて生き延びた。メイズ達と出会い、父の仇を討って一族に帰還する。奴隷時代に、同じく奴隷だったササナという女メイズに瓜二つの女性と結婚し、ダイという一人息子をもうけている。
ファーマウント王（ゴールド）
声 - 三木眞一郎
神聖王国パルアニア国王。「パルアニアの仮面王」と呼ばれいつもは仮面を被っているが、身分を隠しているときは「遊び人ゴールド」を名乗る。優れた幻光士で、額に三日月の傷がある。女メイズに惚れている。
モデルは『遠山の金さん』で、名前も「ファー＝遠い・マウント＝山・ゴールド＝金さん」から（原作4巻の204Pより）。
パルアニアは他宗教に不寛容な、苛烈な一神教・ゾロ教を国教としており、その影響もあって大陸一の軍事国家だが、彼をはじめとする国民は非常に気さくな江戸っ子気質で、ファーマウント自身もバートニアンとの過去のもめごとにこだわらず、ミル皇女をバートニアンの正統な後継者と認め、両国の友好を宣言した。その後、メイズ達と共にジャイナ朝バートニアンに対して共闘する。
ラン・チキ
声 - 今井由香
中魔甲機グリフォルに乗るパルアニア貴族チキ家の息子（?）。体は男だが心は乙女。ファーマウント王に好意を寄せているが、男メイズにも興味あり。幻光士であるため、魔契約をする必要が無く、乗る魔甲機を選ばない。原作では、元々は一度きりで死亡してしまうゲストキャラの予定だったが、作者に気に入られてレギュラーキャラとなったという経緯を持つ(原作5巻の座談会、およびあとがきより)。原作で名前のみ登場する父親のイン・チキ公爵は、妻カ・チキとの仲が冷めきっている（外伝より）が、息子の安全を考えて頑丈なグリフォルを買い与えるなど、息子思いではある。
ヨ・リキ
声 - 冬馬由美
ファーマウント王の腹心で、パルアニア最強の軍師。表向きは宮廷音楽家だが、音楽センスは皆無で、弦楽器を弾くと、人命にかかわるレベルの「ノコギリで木を切るような音」が出るが、自身はそれを素晴らしい音楽だと思い込んでいる。やや化粧の濃い妙齢の美女で、ファーマウント王に想いを寄せている。原作ではエピローグにて、ファーマウントから「お前だけはオレのそばにいてくれよ」と、事実上の告白を受ける。
名前は「与力」から。
ドーシン
声 - 鈴木泰明
ファーマウント王の腹心で、大柄な武人。儀礼や礼節を重んじる、良く言えば生真面目、悪く言えば単純な性格。
名前は「同心」から。
男創主
声 - 渡部猛
ジャイナ聖教団の創主。メイズと同じ幻光師で、老人男性の姿を持つ。実は室町時代の人間で、メイズの実家である斑鳩家のルーツである斑鳩の里の預言者であり、女創主とは師弟関係かつ道ならぬ恋人同士で会ったことが原作終盤にて明かされる。里の裏切り者（メイズの先祖）によって女創主ともども暗殺されかけたところを、ミルたちの世界に飛ばされ、メイズ同様一つの存在となった。
女創主
声 - 兵藤まこ
ジャイナ聖教団の創主。メイズと同じ幻光師で、赤い女性の姿を持つ。
タナス
声 - 土師孝也
バートニアン帝国のポートメリ辺境伯を務める中肉中背の男性。「龍牙兵団」を率いる、帝国屈指の智将。メイズに敗れ、後にファーマウント王に協力する。原作では武芸には疎く、他者の追随を許さない卓越した頭脳が最大の武器だが、漫画版では魔甲機を駆っている。
ラン・チキ同様、当初は1巻のゲストで、メイズとの戦いで死亡してしまう予定だったが、作者と担当の意向で準レギュラーとなった(原作1巻のあとがきより)。
グランタ
声 - 菅原正志
龍牙兵団の兵団長で、タナスの側近。頬から首にかけての大きな傷と、たくましい肉体が特徴。部下共々、タナスを非常に慕っており、絶対的な忠誠を誓っている。
グレイ
声 - 江川央生
メル
声 - 丹下桜
ミルの先祖でドゥルガーを開発した科学者だが、原作、アニメ、マンガ版でそれぞれ人物像が微妙に異なる。原作では、中性的な口調で話し、彼女の時代に飛ばされてきたメイズに魔甲機の起源や幻光流の事などを教えた。元は女性だが、自身に遺伝子操作を施し、男性としての機能も持つ（このため、彼女の子孫であるヴァルナ王家には両性具有者が生まれる事になった）。アニメ版ではフォルム研究所の所長。普通の女性科学者で、フルネームはメイフィード・シス・ルージェンヴァルナー。幼馴染兼同僚のカイルと恋仲だった。こちらではメイズだけでなくミルとも対面しているが、お互いが自身の先祖/子孫である事には気が付かなかった。コミック版では、メイズが見た過去（メイズ本来の時代からすれば遠い未来）のビジョンに登場するにとどまっており、ドゥルガーを操縦していた。
カイル
声 - うえだゆうじ
アニメ版のみの登場人物。フォルム研究所に所属する、フェルアーマー（魔甲機）のパイロット。メルとは幼馴染にして同僚、さらに恋仲でもある。度重なる戦いで、身体のほとんどが機械化されている。メルの父親の敵を取るために戦い続けている。乗機は飛行タイプのフェルアーマー、ハリアー。
デン・マーシュ
声 - 中嶋聡彦
パルアニアでは禁教とされているジャイナ聖教団と裏で通じ、国を乗っ取ろうと企む悪大臣。原作には部下として御用商人のラージ・クローが登場し、時代劇の悪代官と悪徳商人そのままのやりとりも見せる。原作、およびアニメ版では裁判の末に極刑に処せられるが、コミック版では口封じのためにシックに殺害される。
モデルは田沼意次。
ポチョムキン
声 - 梁田清之
パルアニアに派遣されたジャイナ聖教団の幹部。シックをライバル視し、強烈な対抗意識を燃やしている。自らも超重魔甲機カルホーンを操る。ちなみにカルホーンは、原作とテレビアニメではデザインが異なる。漫画版には登場しない。
メデューサ
声 - 島津冴子
アニメ版のみの登場人物で、ソリュードの元仲間。ソリュードと同じくレズで、彼女に惚れていた。
ナウクリフ
声 - 北村弘一
ビスタル王国の国王。現在はカサンドラと宰相のボウアーに実権を握られ、無気力な毎日を過ごしている。最後は「乱れていく国に対して何もしなかった自分の、せめてもの国王の務め」としてレイピア達を脱出させた後、国と共に亡びる事を選んだ。
カサンドラ女王
声 - 鶴ひろみ
前バートニアン皇帝であり、ミルの実父であるリグ・サーラ・ヴァルナ13世の同腹の妹。だが、冷酷非情な性格で、宰相のボウアーと愛人関係にある。溺愛しているレイリックをミルと結婚させ、バートニアン・ビスタル両国統一の野望を持つ。ボウアー、レイリック両者の死によって精神破綻してしまうが、最期はわずかに正気を取り戻し、ナウクリフと共に崩壊する王宮の中に消えた。
レイリック
声 - 岩永哲哉
ナウクリフとカサンドラの息子。とうに成人しているが、かなり甘やかされて育ったため、精神年齢は子供のままで、かなりのワガママ。原作ではオースチンに、コミックではシックによって殺害される。
ジファ
声 - 緑川光
ツルギー
声 - 小野坂昌也
ボスマン
声 - 長嶝高士
ゾーク族の現族長。かつて先代のロイダル・オーゴットを事故に見せて殺害し、サーベルを崖から突き落して族長となった。一族に山賊まがいの略奪行為を行わせているほか、ジャイナ聖教団とも通じている。
ダイ
声 - 本井英美
サーベルとササナの息子。年齢は一歳か二歳くらい(原作2巻の22Pより)。ボスマンに殺されかけたところをミルが身を挺してかばい、その事からサーベルおよびゾーク族はミルに忠誠を誓うことになった。
ブリスコフ
ゾーク族の長老格。年齢は六〇を超えているが、壮健な肉体を誇り、ゾーク族の戦士たちの敬慕の対象となっている。ボスマンが族長でいられるのも、彼によるところが大きい。彼自身は善人なのだが、ゾーク族を誇り高い一族と考えているが故、「族長の決定には一心総意」という慣例を破る事が出来ずにいる。サーベルを「若」と呼び慕い、その帰還を心から喜んだ。原作のみの登場人物。
村長
声 - 坂口哲夫
サモナ
声 - 泉尚摯
タナスの副官。メイズとの戦いで死亡する。
師匠
声 - 増谷康紀
赤騎士
声 - 立木文彦
アニメオリジナルキャラクター。第1話に登場し、青騎士、黒騎士と共にメイズとミルを襲撃するが、メイズとドゥルガーの前に敗れ去る。
青騎士
声 - 小西克幸
黒騎士
声 - サエキトモ

## 登場メカ
聖甲機（ロムアーマー）ドゥルガー
メイズとミルが搭乗する、最強の魔甲機。過去に飛ばされたメイズがミルの先祖（ドゥルガーの開発者）であるメルとともに最初に搭乗したため、両者の遺伝子パターンを記録し、メイズの血を引く者とミルの血を引く者でなければその真価を発揮できなくなった。物語終盤で、この機体と対になるもう一体の聖甲機カーリーが存在していたことが判明する。名前はインドで悪魔を滅ぼしたシヴァ神の妻、「デーヴィ」の化身の一つドゥルガーから。本機体と対となる聖甲機カーリーも、同じデーヴィの化身からきている。
詠唱
「Lu Lu Varuna Hi Fammn La Foo!」（召喚）
「Lu Lu Rajra Maha-Agni!」（大爆熱）
「Lu Lu Agni Agni Agni Doom!」（究極爆熱）

魔甲機（デミアーマー）

中魔甲機（ミド・デミアーマー）ハンセン
レイピアが騎士時代に使っていたサリス王家の青い魔甲機。左肩に大きな盾がついているのが特徴。原作、アニメ版では破壊されるが、コミック版では終盤まで登場した。
中魔甲機グリフォル
ラン・チキの使う魔甲機。幻光流を使った攻撃をする。装甲が通常の3倍ある丈夫な機体。
黄金魔甲機ドラクーン
ファーマウント王が使うトパーズクリスタルを持つパルアニア王家の魔甲機。複数の強力な幻光流を使いこなすことができる。
重魔甲機（ハイ・デミアーマー）

超魔甲機（マハ・デミアーマー）ゴルゴン
シックの魔甲機。
不死機（アンデッター）アンダーテイク
ゴージャスの魔甲機。
邪霊機（バド・アーマー）ナムチ
ゴージャスと契約を交わした邪霊機で、全身がクリスタルのような素材で構成されている。遺跡に封印されていた。元のパイロットの自我が幽体のような形で機体に残っており、ゴージャスと契約するまでコクピットにはその骸骨が残っていた。過去の時代で、誕生したばかりのドゥルガーと因縁を持つ。原作では最終的に、ゴージャスの執念によって意識・および機体を乗っ取られる。アニメ版では現代世界でオオナムチへと進化した。
大魔甲機（ジャイアント・デミアーマー）ツイン・テール
劇場版「MAZE☆爆熱時空 天変脅威の大巨人」に登場。
古代遺跡デルデル神殿に封印されていた、かつて「いにしえの巨人」と呼ばれ神聖王国バルアニアを滅亡寸前まで追いやったという巨大魔甲機。神殿内で幻光流を使うと感知し自己防衛機能が働き幻光流を吸収、復活してしまう。
※魔甲機は遺跡として発掘された物を使っているという設定。

※聖甲機は魔甲機の力に対抗するために設計された物という設定。

※魔甲機は「生きた鎧」であることが、原作小説内で触れられている。

## 用語
幻光流（フォルム）
この世界を存在させる、地、水、火、風、光の五つの力。それぞれ「地の黄玉色（トパーズ・フォルム）」「水の青玉色（サファイア・フォルム）」「火の紅玉色（ルビー・フォルム）」「風の緑玉色（エメラルド・フォルム）」「光の白玉色（ダイヤモンド・フォルム）」と呼ばれ、これらの力を使い色々な魔法や魔甲機を扱う。
幻光士（フォルナー）
幻光流を触媒なしで扱える幻光流使い。幻光流5色全てを使いこなす幻光士を特に「幻光師（フォルム・マスター）」と呼ぶ。尚、幻光士は騎士と違い、魔契約する事なく魔甲機に搭乗することが出来る（よって騎士のように「乗る機体が限られてくる」「魂を魔甲機に食われる」などのリスクが無い）。また、幻光士の乗った魔甲機は能力が強化される（共に原作より）。
魔甲機（デミアーマー）
幻光流を純粋に戦闘用に転化させることのできる体高約2mから5mの強化装甲。殆どが発掘されたもので過去の超文明ではフェルアーマーと呼ばれていた（ただし、『フェルアーマー』の名称はアニメ版のみに登場）。幻光士でないものは魔契約を交すことにより扱うことが出来る。1種の幻光流を扱える魔甲機を武魔甲機（ヤン・デミアーマー）、数種の幻光流を扱える魔甲機を中魔甲機（ミド・デミアーマー）、全ての幻光流を扱える魔甲機は重魔甲機（ハイ・デミアーマー）と呼ばれる。原作序盤では発掘された兵器故に装甲がところどころ不完全で、部分的に操者の肉体や元の鎧が露出しているという描写があったが、漫画版やアニメ版では特にそのような描写は無い。
聖甲機（ロム・アーマー）
完全な形で発掘された通常の能力を遥かに超える力を持つ魔甲機。強力な幻光士しか操縦できない。
不死機（アンデッター）
魔契約の失敗によって操縦者の魂を全て食った人の搭乗しない魔甲機。不死機使い（アンデッターナ）によって操られる。
邪霊機（バド・アーマー）
不死機の中でも特に操者の意識が霊体として残っている機体。通常の不死機よりも更に強力なパワーを持つ。作中にはナムチのむが登場。
魔契約（デミ・コネクト）
幻光流を持たない者が魔甲機に乗るために行う古の秘術。儀式により魔甲機の中に己の魂の半分を埋め込み自分の半身となる。ただし契約に失敗すると魂を全て食われ亜人（デミヒューマン）と化す。魔契約が成功しても、その後、以前は優しかった人間が邪悪な人格になったり、生殖機能が失われたり、発狂死してしまう事もあるなど、様々なリスクが伴う。元々魔甲機が開発された時代にはパイロットは専用のパイロットスーツを着用していたが、それらが失われたための代用手段として編み出された。
魔甲機狩り（デミハンター）
魔甲機を使わず魔甲機を倒す事を生業にしている者達の通称。多くは特殊な幻光士だが、たまにアスターのように人並外れた力だけで勝負する者もいる。
クリスタル
ランディが集めていた幻光流の源と呼ばれる5つの宝石。強力な魔甲機や不死機が消滅した時に出現し、5つ集まった時メイズ達を現代の世界へと導く。原作では5つの王国それぞれに受け継がれており、形状も同じであったが、アニメ版ではそれぞれ形が違う。また、原作では5つ揃わずとも、創主が自分の力と3つのクリスタルの力でメイズらを現代に飛ばした点など、設定が少々異なる。
ジャイナ聖教団
バートニアン帝国建国時に殉教者ジャイナによって創始された絶対神カルダマを頂点とする一神教。独自の神殿騎士による兵団を持つ。
カタリナ派修道士
表向きはジャイナ聖教団一修道会派、実体は秘密暗殺者集団。武器としてチャクラムを使用する。

## 既刊一覧

### 小説
- あかほりさとる（著）・菅沼栄治（イラスト） 『MAZE☆爆熱時空』 角川書店〈角川スニーカー文庫 / 角川mini文庫[注 3]〉、全14巻
  1. 「完全無欠の最強カップル」1993年7月27日発売[9]、ISBN 4-04-412705-0
  2. 「天下無敵の大パーティー」1993年11月26日発売[10]、ISBN 4-04-412707-7
  3. 「永遠不変の異邦人」1994年8月30日発売[11]、ISBN 4-04-412709-3
  4. 「外伝 ミルちゃんの奥様な一日♡」1995年2月28日発売[12]、ISBN 4-04-412710-7
  5. 「純情可憐の聖少女」1995年9月28日発売[13]、ISBN 4-04-412711-5
  6. 「外伝2 比翼の兄弟」1995年12月18日発売[14]、ISBN 4-04-412716-6
  7. 「驚嘆怒濤の大逆転」1996年2月22日発売[15]、ISBN 4-04-412718-2
  8. 「感激故郷の大異変」1996年8月31日発売[16]、ISBN 4-04-412720-4
  9. 「レイピア乱舞」1996年10月25日発売[17]、ISBN 4-04-412721-2
  10. 「伝説聖地の超霊力」1997年4月発行、ISBN 4-04-412722-0
  11. 「大胆素敵な挑戦者」1997年4月10日発売[18]、ISBN 4-04-700145-7
  12. 「魔境虚空の哀闘士」1997年8月29日発売[19]、ISBN 4-04-412723-9
  13. 「ミルちゃんの恋愛大作戦♡」1998年1月29日発売[20]、ISBN 4-04-412724-7
  14. 「純愛不滅（あいこそすべて）の大団円」1998年3月26日発売[21]、ISBN 4-04-412725-5

### 漫画

#### 超世奇譚MAZE★爆熱時空
月刊コミックドラゴンで1995年10月から1999年の12月まで連載。
- あかほりさとる（原作）・臣士れい（作画） 『超世奇譚MAZE★爆熱時空』 角川書店〈角川コミックスドラゴンJr.〉、全6巻
  1. 1996年10月31日発売[22]、ISBN 4-04-712125-8
  2. 1997年4月7日発売[23]、ISBN 4-04-712133-9
  3. 1998年2月27日発売[24]、ISBN 4-04-712153-3
  4. 1998年9月14日発売[25]、ISBN 4-04-712168-1
  5. 1999年6月28日発売[26]、ISBN 4-04-712193-2
  6. 2000年1月31日発売[27]、ISBN 4-04-712217-3

#### MAZE☆爆熱時空 聖甲機伝説
コミックニュータイプにて連載されていた。未完。ニュータイプ100％コミックス
- あかほりさとる（原作）・菅沼栄治（作画） 『MAZE☆爆熱時空 聖甲機伝説』 角川書店〈ニュータイプ100％コミックス〉、1996年12月11日発売[28]、ISBN 4-04-852725-8

### TRPG
- 『MAZE☆爆熱時空RPG』1997年5月23日発売[29]、ISBN 4-8291-4334-7

## ラジオ番組
1996年4月11日からTBSラジオ『ファンタジーワールド』で、声優の丹下桜と関智一をパーソナリティにしたラジオ番組『MAZE☆爆熱アワー』が放送された。

## OVA
テレビ放送以前に映像化されたオリジナルアニメ。オリジナルストーリーとなっており、妖精ランディはOVAで初登場、OVAオリジナルのミックスも登場する。

### ストーリー（OVA）
ジャイナ聖教団から逃れバビロン大公国に着いたメイズ御一行。だがそこにはデ・デン・デン大公の罠が待ち受けていた。ミックスのおかげで脱出するも、ゴージャスの襲撃を受ける。メイズ達は聖甲機ドゥルガーで迎え撃つのだが。

### OVA版の登場人物
ミックス
声 - 西原久美子
デ・デン・デンの娘。踊りが得意。父の暴君を憂いている。
ナッツ
声 - 根谷美智子
デ・デン・デンの息子。甘えん坊で女メイズに惹かれる。
デ・デン・デン
声 - 石井康嗣
バビロン大公国の大公。バブルの塔建設のため、メイズ達を罠に嵌める。
怪鳥ロブロス
声 - 増谷康紀
ロテム
ポセイドン
声 - 長嶝高士
バブルの塔を守護する三つのしもべ。ロブロスはクイズ好きの怪鳥、ロテムは魔犬、ポセイドンは自爆能力を持つネズミ風モンスター。

### スタッフ
- 企画 - 田宮武、小松茂明、阿部倫久
- 原作 - あかほりさとる[31]
- キャラクター原案 - 臣士れい[31]
- プロデューサー - 池田憲章、尾留川宏之、川崎とも子
- 監督 - 鈴木行[31]
- 脚本 - 野呂昌史[31]（前編）、長谷川勝己[31]（後編）
- 絵コンテ - 鈴木行
- 演出 - 白旗伸朗
- キャラクターデザイン - 菅沼栄治[31]
- クリーチャーデザイン - 吉成曜
- キャラクター作画監督 - 青野厚司
- エフェクト作画監督 - 桝田浩史
- 美術監督 - 加藤浩（前編）、吉原俊一郎（後編）
- 撮影監督 - 大瀧勝之
- 編集 - 正木直幸
- 音響監督 - 三間雅文
- 音楽 - 山中紀昌
- アニメーション制作 - J.C.STAFF
- 製作 - 角川書店、日本ビクター、J.C.STAFF

### 主題歌
「時空を超えろ!冒険者」
作詞 - 梶原茂人 / 作曲・編曲 - 山中紀昌 / 歌 - 本田義博
後述のとおり、テレビアニメ版でも最終回ED曲として使用された。

### 各話リスト
- 前編「MAZE☆爆熱時空 大胆素敵な挑戦者!!（だいたんすてきなチャレンジャー）」 1996年7月24日発売
- 後編「MAZE☆爆熱時空 大胆過激な冒険者!!（だいたんかげきなアドベンチャー）」 1996年9月21日発売

## テレビアニメ
1997年4月から9月までテレビ東京系でアニメ化され放送された。全25話。
アニメ作品は日本ビクターからレーザーディスクとVHSビデオが発売された以降、国内ではビデオソフト化はされていない。LD版は通称「おげれつ版」と呼ばれる、放送コードの枠を外れた肌色（冒頭で斑鳩萌依が目覚めるシーンが下着姿など）満載の絵になっているが、アメリカで発売されたDVD版（英語タイトル：『MAZE : THE MEGA-BURST SPACE』）はテレビ放送版の素材を使っている。

### スタッフ（TV）
- 原作 - あかほりさとる[5]
- 原作イラスト・キャラクター原案 - 菅沼栄治[5]
- 監督 - 鈴木行[5]
- シリーズ構成 - 長谷川勝己[5]
- キャラクターデザイン - 後藤正行[5]
- 美術監督 - 吉原俊一郎[5]
- 撮影監督 - 小西一廣[5]
- 編集 - 西出榮子[2]
- 音響監督 - 三間雅文[2]
- 音楽 - 山中紀昌[5]
- 音楽ディレクター - 山口博臣（BMGジャパン）[5]
- 音楽制作コーディネイト - 早川治久[5]
- 音楽協力 - テレビ東京ミュージック[5]
- プロデューサー - 尾留川宏之[5]、池田憲章[5]、梅原勝[5]
- チーフプロデューサー - 小松茂明[5]、田宮武[5]、阿部倫久[5]
- アニメーション制作 - J.C.STAFF[5]
- 製作 - 日本ビクター、角川書店、J.C.STAFF

### 主題歌（TV）
オープニングテーマ「虚空の迷宮」
作詞 - デーモン小暮 / 作曲 - エース清水 / 編曲 - 聖飢魔II・松崎雄一 / 歌 - 聖飢魔II
前期エンディングテーマ「JUNK BOY」
作詞 - 薫理 / 作曲 - ARG / 編曲 - 2LUV / 歌 - KAORI 2 LUV
後期エンディングテーマ「ハッピーマニア」
作詞 - 真間綾 / 作曲・編曲 - 山本姫子 / 歌 - さとう珠緒
最終回エンディングテーマ「時空を超えろ!冒険者」
作詞 - 梶原茂人 / 作曲・編曲 - 山中紀昌 / 歌 - 本田義博
- もともとはOVA版のエンディング曲だった。

### 各話リスト（TV）
| 話 | サブタイトル                                        | 脚本           | 絵コンテ       | 演出              | 作画監督          | 放送日        |
| -- | --------------------------------------------------- | -------------- | -------------- | ----------------- | ----------------- | ------------- |
| 1  | 迷走時空の異邦人（ストレンジャー）ですぅ!           | 長谷川勝己     | 鈴木行         | 箕ノ口克己        | 名和宗則          | 1997年 4月3日 |
| 2  | 電光石火の最強カップルですぅ!                       | 長谷川勝己     | 鈴木行         | 今泉賢一          | 今泉賢一          | 4月10日       |
| 3  | 脱出不能・大ピンチですぅ!                           | 長谷川勝己     | 箕ノ口克己     | 井硲清高          | 清水博明          | 4月17日       |
| 4  | 究極激怒の大爆熱ですぅ!                             | 長谷川勝己     | 須藤典彦       | 北川正人          | 戸田真一          | 4月24日       |
| 5  | 古風無双・蒼き狼ですぅ!                             | 山田靖智       | 越智浩仁       | 越智浩仁          | 大河原晴男        | 5月1日        |
| 6  | 愛情無敵の聖甲機（ロムアーマー）ですぅ!             | 山田靖智       | 又野弘道       | 又野弘道          | 中山由美          | 5月8日        |
| 7  | 美勇麗人の女騎士ですぅ!                             | 植竹須美男     | 鈴木胡擯       | 今泉賢一          | 今泉賢一          | 5月15日       |
| 8  | 暗躍鬼道の地下迷宮ですぅ!                           | 植竹須美男     | 山口武志       | 山口武志          | 増谷三郎          | 5月22日       |
| 9  | 栄華盛衰・涙の終わりですぅ!                         | 植竹須美男     | 香川豊         | 花井信也          | 戸田真一          | 5月29日       |
| 10 | 疾風閃光・真昼の大決闘ですぅ!                       | 山田靖智       | 越智浩仁       | 越智浩仁          | 大河原晴男        | 6月12日       |
| 11 | 軽薄豪華な遊び人ですぅ!                             | 玉井豪         | 井硲清高       | 井硲清高          | 清水博明          | 6月19日       |
| 12 | 天下御免の名裁きですぅ!                             | 玉井豪         | 箕ノ口克己     | まついひとゆき    | 中山由美          | 6月26日       |
| 13 | 急転直下!?時をかけるメイズですぅ!                   | 植竹須美男     | 山口武志       | 山口美浩          | 名和宗則 中山由美 | 7月3日        |
| 14 | 聖者降臨!起動せよ聖甲機（ロムアーマー）ですぅ!      | 植竹須美男     | 高田淳         | 今泉賢一          | 今泉賢一          | 7月10日       |
| 15 | 待望企画!温泉で♥（うきゅっ）ですぅ!                 | 長谷川勝己     | 橋本光夫       | ゑびす弥生        | 大河原晴男        | 7月17日       |
| 16 | 決戦前夜、心乱れて ですぅ!                          | 山田靖智       | 井硲清高       | 井硲清高          | 杉本功            | 7月24日       |
| 17 | 聖魔激突・メイズ死す!?ですぅ!                       | 山田靖智       | 芦沢剛史       | 北川正人          | 戸田真一          | 7月31日       |
| 18 | 風雲怒涛の大転移ですぅ!                             | 山田靖智       | もりかわしげる | 西本由紀夫        | 名和宗則          | 8月7日        |
| 19 | 女子高生 私は萌衣（メイ）…‥ですぅ!                  | 長谷川勝己     | 小林哲也       | 小林哲也          | 中山由美          | 8月14日       |
| 20 | 月下追撃・美しき異邦人（ストレンジャー）ですぅ!     | 長谷川勝己     | 都留稔幸       | 矢崎しげる        | 大河原晴男        | 8月21日       |
| 21 | 夏色天使!素足の妖精ですノン!                        | 山田靖智       | 高柳滋仁       | 今泉賢一          | 日向正樹          | 8月28日       |
| 22 | 魔力消失!迫り来る驚異ですぅ!                        | 植竹須美男     | 井硲清高       | 井硲清高          | 杉本功            | 9月4日        |
| 23 | 首都強襲!邪神ゴージャスですぅ!                      | 植竹須美男     | 木﨑文智       | 木崎文智 富岡隆司 | 中山由美          | 9月11日       |
| 24 | 究極聖魔の最終決戦（ラストバトル）ですぅ!           | 長谷川勝己     | やまざきたかし | 又野弘道 岡本英樹 | 日向正樹          | 9月18日       |
| 25 | 爆熱時空の冒険者（アドベンチャー）ですぅ!           | 長谷川勝己     | まついひとゆき | 石川かつみ        | 髭剃男            | 9月25日       |
| 26 | 作者真剣! 愛と死を見つめて…湯煙温泉紀行看護婦は見た | あかほりさとる | 鈴木行         | 鈴木行            | 杉本功            | 未放送        |

### 放送局
| 放送地域       | 放送局         | 放送期間               | 放送時間                     | 系列           | 備考   |
| -------------- | -------------- | ---------------------- | ---------------------------- | -------------- | ------ |
| 関東広域圏     | テレビ東京     | 1997年4月3日 - 9月25日 | 木曜 1:15 - 1:45（水曜深夜） | テレビ東京系列 | 制作局 |
| 北海道         | テレビ北海道   |                        |                              | テレビ東京系列 |        |
| 愛知県         | テレビ愛知     |                        |                              | テレビ東京系列 |        |
| 大阪府         | テレビ大阪     |                        |                              | テレビ東京系列 |        |
| 岡山県・香川県 | テレビせとうち |                        |                              | テレビ東京系列 |        |
| 福岡県         | TVQ九州放送    |                        |                              | テレビ東京系列 |        |
| 岩手県         | IBC岩手放送    |                        |                              | TBS系列        |        |
| 静岡県         | 静岡放送       |                        |                              | TBS系列        |        |
| 滋賀県         | びわ湖放送     |                        | 不明（日曜昼）               | 独立局         |        |
| 奈良県         | 奈良テレビ     |                        |                              | 独立局         |        |
| 和歌山県       | テレビ和歌山   |                        |                              | 独立局         |        |
| 日本全域       | AT-X           |                        |                              | CS放送         |        |

| テレビ東京 木曜 1:15 - 1:45（水曜深夜） | テレビ東京 木曜 1:15 - 1:45（水曜深夜） | テレビ東京 木曜 1:15 - 1:45（水曜深夜） |
| 前番組                                  | 番組名                                  | 次番組                                  |
| --------------------------------------- | --------------------------------------- | --------------------------------------- |
| -                                       | MAZE☆爆熱時空 ※今作よりアニメ枠         | ネクスト戦記EHRGEIZ                     |

## 映画
『MAZE☆爆熱時空 天変脅威の大巨人』（メイズ ばくねつじくう てんぺんきょういのジャイアント）。1998年4月25日公開。同時上映は「ようこそロードス島へ!」。日本初の深夜アニメから映画化した作品である。本映画作品はVHS・LD・DVDなどのソフトも発売されず、小説化もされていない。

### ストーリー（映画）
「いにしえの巨人」奪取の命を受け、デルデル神殿に向かったメイズ御一行。巫女のデル三姉妹に巨人の復活を止められるが、ゴージャスとの闘いのなかついに大魔甲機ツイン・テールが復活してしまう。メイズたちは聖甲機ドゥルガーで巨人を食い止めようとするのだが。

### 映画版の登場人物
ヤン・デル
声 - 久川綾
デル三姉妹の長女で、古代神殿を管理する巫女。
ユン・デル
声 - 長沢美樹
デル一族に代々生まれる双子。口元の右にホクロがある。ツイン・テール復活の鍵となる。
ヨン・デル
声 - 南央美
デル一族に代々生まれる双子。口元の左にホクロがある。ツイン・テール復活の鍵となる。

### スタッフ（映画）
- 企画 - 田宮武[6]
- 原作・脚本 - あかほりさとる[6]
- 監督 - 鈴木行[6]
- キャラクターデザイン・原作イラスト - 菅沼栄治[32]
- 制作プロデューサー - 阿部倫久[6]、松倉友二[6]
- クリーチャーデザイン - やまむらはじめ[32]
- 協力 - 戦船[32]
- 演出 - 白旗伸朗[6]
- 総作画監督 - 青野厚司[6]
- 作画監督 - 菊地聡延[6]
- エフェクト作画監督 - 桝田浩史[32]
- 美術監督 - 吉原俊一郎[32]
- 撮影監督 - 大瀧勝之[6]
- 編集 - JAY FILM[6]
- 音響監督 - 三園雅文[6]
- 音楽 - 山中紀昌[6]
- アニメーション製作 - J.C.STAFF[32]
- 製作 - 『MAZE☆爆熱時空』製作委員会[6]、角川書店、日本ビクター、J.C.STAFF
- 配給 - 東映[6]

### 主題歌（映画）
主題歌「BIG FIGHT!」
作詞 - 渡辺なつみ / 作曲・編曲 - 山中紀昌 / 歌 - 関智一
挿入歌「双子の数え歌」
作詞 - 鈴木行 / 作曲・編曲 - 山中紀昌 / 歌 - 久川綾（ヤン・デル）

### ラジオドラマ
1996年と1997年にTBSラジオ『MAZE☆爆熱アワー』『ドラゴンアワー』、東海ラジオ『山寺宏一のGAP SYSTEM』の枠内で放送。CDはBGMビクターから発売された
。
- 『幻光流（フォルム）』シリーズ
- 『パルアニア編』シリーズ

## CD
- 『MAZE☆爆熱時空 お楽しみサウンドコレクション』
- 『MAZE☆爆熱時空 お楽しみソングコレクション』
- 『MAZE☆爆熱時空 オリジナル・サウンドトラック』
- 『MAZE☆爆熱時空 オリジナル・サウンドトラック2』
- 『MAZE☆爆熱時空 パルアニア・サウンドコレクション』
- 『MAZE☆爆熱時空 天変脅威の大巨人 オリジナル・サウンドトラック』

## ボイスドラマ
- 『MAZE☆爆熱時空』アニメV全員サービスのカセットテープ版

## 時空奇譚OZ
元は大陸書房発行の雑誌『コミックJAM』で『異時空行奇談OZ』として連載。ちょうど同時期にコミックコンプで『神星記ヴァグランツ』を連載していた麻宮騎亜が作画担当。同誌の三号目まで掲載し未完(同作品は96年ムービック発行『side-A』に全話掲載)。その後、ホビージャパン社の雑誌『RPGマガジン』に『時空奇譚OZ』というタイトルで創刊号（1990年）から第6号まで毎号掲載されていたが、第7号からは休載となり、第13号までは休載の告知が出ていたものの、結局そのまま打ち切られてしまった。イラストは同じく麻宮騎亜が担当し、登場人物の固有名詞も一部異なるが、世界観やストーリー展開はのちの『MAZE』とほぼ同じであった。

## その他
原作イラストの菅沼栄治により外伝的ストーリーの漫画化もされたが、こちらは掲載雑誌『コミックニュータイプ』の廃刊により未完のままである。また、映画版の小説化もされていない。